# Костичкін Микола Павлович
Микола Павлович Костичкін (рос. Николай Павлович Костичкин; нар. 24 березня 1989, м. Москва, СРСР) — російський хокеїст, нападник. Виступає за ХК «Рязань» у Вищій хокейній лізі. 
Вихованець хокейної школи ЦСКА (Москва). Виступав за ХК «Рязань», «Крила Рад» (Москва), «Толпар» (Уфа), «Російські Витязі» (Чехов), «Витязь» (Чехов), «Донбас» (Донецьк), «Шахтар» (Солігорськ), «Спартак» (Москва). 